# Elasmus floridensis
Elasmus floridensis är en stekelart som beskrevs av Girault 1916. Elasmus floridensis ingår i släktet Elasmus och familjen finglanssteklar. Inga underarter finns listade i Catalogue of Life.